# Arlauskas
Arlauskas ist ein litauischer männlicher Familienname.

## Weibliche Formen
- Arlauskaitė (ledig)
- Arlauskienė (verheiratet)

## Namensträger
- Danas Arlauskas (* 1955), litauischer Manager
- Mykolas Arlauskas (1930–2020), Professor und Politiker, Mitglied des Seimas
- Romanas Arlauskas (1917–2009), litauisch-australischer Schachspieler
- Saulius Arlauskas (* 1952), litauischer Jurist und Professor für Rechtsphilosophie

Siehe auch:
- Arlauskis